# Iota Aurigae
Iota Aurigae (ι Aur / ι Aurigae), conosciuta anche con i nomi tradizionali di Al Kab o Hassaleh, è una stella gigante brillante arancione di magnitudine +2,69 situata nella costellazione dell'Auriga. Dista 512 anni luce dal sistema solare.

## Osservazione
Si tratta di una stella situata nell'emisfero celeste boreale. La sua posizione moderatamente boreale fa sì che questa stella sia osservabile specialmente dall'emisfero nord, in cui si mostra alta nel cielo nella fascia temperata; dall'emisfero australe la sua osservazione risulta invece più penalizzata, specialmente al di fuori della sua fascia tropicale. La sua magnitudine pari a 2,7 le consente di essere scorta con facilità anche dalle aree urbane di moderate dimensioni.
Il periodo migliore per la sua osservazione nel cielo serale ricade nei mesi compresi fra fine ottobre e aprile; nell'emisfero nord è visibile anche per un periodo maggiore, grazie alla declinazione boreale della stella, mentre nell'emisfero sud può essere osservata limitatamente durante i mesi dell'estate australe.

## Caratteristiche fisiche
La stella è una gigante brillante arancione; ha una massa 7 volte quella del Sole, e con un'età stimata in 40 milioni di anni si trova già nell'ultima parte della sua esistenza. La stella ha aumentato il diametro fino ad oltre 100 volte quello solare ed è uscita dalla sequenza principale mentre sta convertendo elio in carbonio all'interno del suo nucleo. Terminata questa fase, con una massa leggermente inferiore a quella necessaria perché una stella esploda in supernova, terminerà la sua vita di stella normale diventando una nana bianca.
Possiede una magnitudine assoluta di -3,29 e la sua velocità radiale positiva indica che la stella si sta allontanando dal sistema solare.